# Teinostoma gallegosi
Teinostoma gallegosi is een slakkensoort uit de familie van de Tornidae. De wetenschappelijke naam van de soort is voor het eerst geldig gepubliceerd in 1936 door Jordan.